# Slančík
Slančík (bis 1927 slowakisch „Sálančík“; ungarisch Kisszalánc) ist eine Gemeinde im Osten der Slowakei mit 217 Einwohnern (Stand 31. Dezember 2024), die zum Okres Košice-okolie, einem Teil des Košický kraj, gehört und in der traditionellen Landschaft Abov liegt.

## Geographie
Die Gemeinde befindet sich im südlichen Teil des Gebirges Slanské vrchy, am Oberlauf der Roňava sowie des Slančický potok im Einzugsgebiet des Bodrog. Das Ortszentrum liegt auf einer Höhe von 303 m n.m. und ist 27 Kilometer von Košice sowie 30 Kilometer von Trebišov entfernt (Straßenentfernung).
Nachbargemeinden sind Slanské Nové Mesto im Norden und Osten, Slanec im Süden und Westen und Ruskov im Nordwesten.

## Geschichte
Slančík wurde zum ersten Mal 1270 als Terra Zelench schriftlich erwähnt, weitere historische Bezeichnungen sind unter anderen Eghazas Zalauch (1316), Salaus (1332/5), Kyszalanch (1480) und Malý Salanž (1773). Bis 1330 war das Dorf Besitz von Vilnos Drugeth, später des Geschlechts Losonczy und ab dem 17. Jahrhundert des Geschlechts Forgách. 1715 war Slančík unbewohnt, 1720 wohnten hier zwei Haushalte, 1828 zählte man 37 Häuser und 285 Einwohner, die als Landwirte und Saisonarbeiter beschäftigt waren.
Bis 1918/1919 gehörte der im Komitat Abaúj-Torna liegende Ort zum Königreich Ungarn und kam danach zur Tschechoslowakei beziehungsweise heute Slowakei. 1989–1990 war Slančík Ortsteil der Gemeinde Slanec.

## Bevölkerung
| Jahr                | 1994 | 2004    | 2014    | 2024    |
| ------------------- | ---- | ------- | ------- | ------- |
| Anzahl der Personen | 238  | 222     | 212     | 217     |
| Unterschied         |      | −6,72 % | −4,50 % | +2,35 % |

| Jahr                | 2023 | 2024    |
| ------------------- | ---- | ------- |
| Anzahl der Personen | 215  | 217     |
| Unterschied         |      | +0,93 % |

Gemäß der Volkszählung 2011 wohnten in Slančík 216 Einwohner, davon 204 Slowaken, zwei Tschechen und ein Magyare. Neun Einwohner machten keine Angabe zur Ethnie.
132 Einwohner bekannten sich zur römisch-katholischen Kirche, jeweils 23 Einwohner zu den Zeugen Jehovas und zur reformierten Kirche, 17 Einwohner zur griechisch-katholischen Kirche und ein Einwohner zur Evangelischen Kirche A. B. Ein Einwohner bekannte sich zu einer anderen Konfession Sieben Einwohner waren konfessionslos und bei 12 Einwohnern wurde die Konfession nicht ermittelt.

## Bauwerke
- römisch-katholische Kirche Mariä Geburt aus dem 16. Jahrhundert

## Verkehr
Nach Slančík führt nur die Straße 3. Ordnung 3372 von Slanec (Anschluss an die Straße 2. Ordnung 552) heraus, eine nicht klassizifierte Straße verläuft weiter nach Ruskov. Der nächste Bahnanschluss an der Bahnstrecke Čierna nad Tisou–Košice ist in Slanec.